# Ligne Gin Drinkers

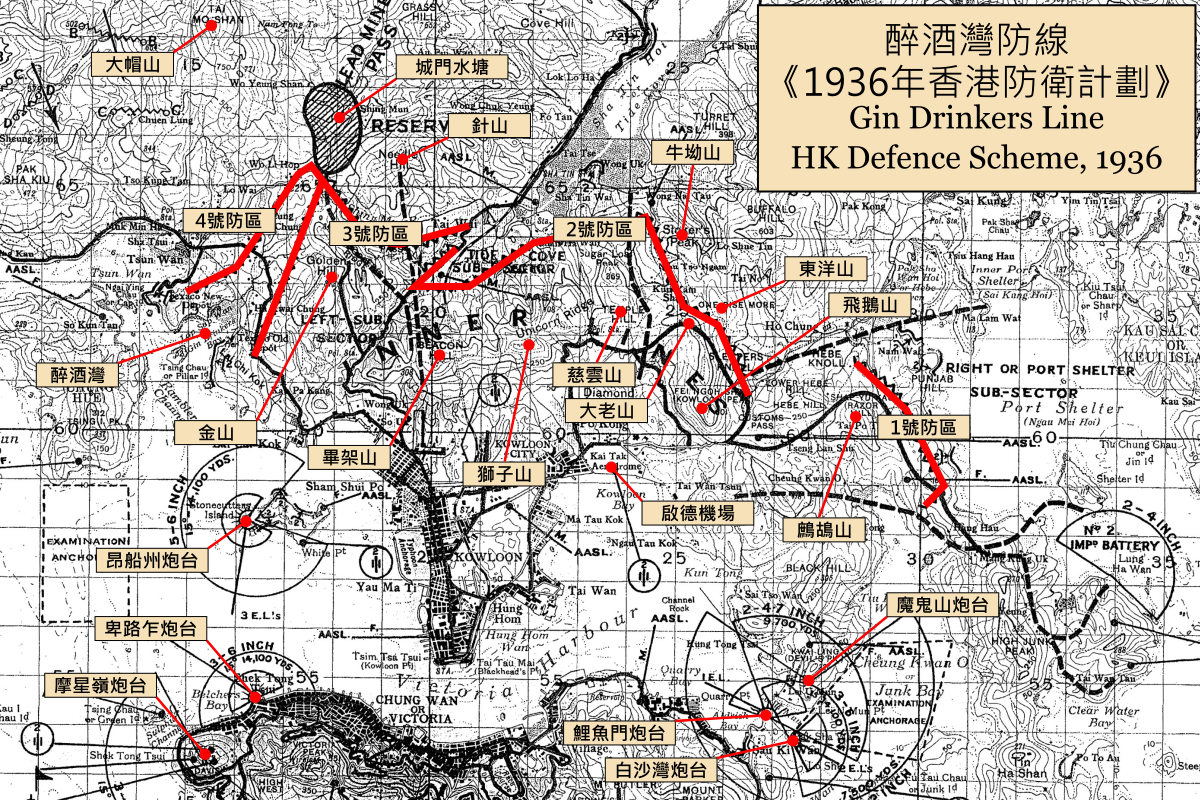
Carte du projet de la ligne Gin Drinkers de 1936.

La ligne Gin Drinkers (醉酒灣防線, Gin Drinkers Line, litt. « ligne des buveurs de gin ») est une ligne de défense fortifiée construite à partir de 1936 par les forces britanniques à Hong Kong pour se protéger de la menace japonaise. Nommée d'après la baie Gin Drinkers (en) près de Kwai Chung (en), elle était surnommée la « ligne Maginot d'orient » et reliait plusieurs pics séparant Kowloon et les Nouveaux Territoires.
Constituée de blockhaus, tranchées et batteries d'artillerie, cette ligne fortifiée était censée pouvoir bloquer les troupes japonaises pendant au moins six mois. Lors de l'attaque de Hong Kong en décembre 1941, les Japonais craignaient cette ligne et s'attendaient à de durs combats pour la percer. Cependant, elle était en fait bien faible, sous équipée et sous armée (un fort devant être défendu par 120 hommes ne possédait qu'une garnison réduite à 30 hommes par exemple) et ne put guère ralentir l'avancée des troupes japonaises. Les troupes britanniques, en effet, abandonnèrent la ligne et tout Kowloon en deux jours à peine, avant de se réfugier sur l'île de Hong Kong.

## Situation géographique
La ligne passe à travers Kam Shan (en), le réservoir de Shing Mun (en), Beacon Hill (en), Lion Rock, et Tate's Cairn, se terminant à Port Shelter (en) dans le district de Sai Kung. Sa longueur totale est de 18 km et ses points clés sont étirés entre Beacon Hill et le col Sha Tin (en), ainsi que la redoute de Shing Mun (en), ce dernier abrite également le QG de commandement de la ligne.
La ligne utilise les montagnes du nord de la péninsule de Kowloon et est stratégiquement importante pour empêcher toute invasion depuis le sud des Nouveaux Territoires.

## Construction
La construction dure de 1936 à 1938. La ligne n'est pas une ligne défensive unie, mais plutôt une série de positions défensives reliées entre elles par des chemins. Des blockhaus, des nids de mitrailleuses en béton armé, des tranchées, et des batteries d'artillerie sont construits le long de la ligne, cependant, cet appui d'artillerie peut avoir été insuffisant.

### La redoute de Shing Mun

Carte de la redoute de.

Le quartier général défensif est situé dans la redoute de Shing Mun (城門棱堡 ou 城門碉堡), qui a un poste d'observation (agissant comme quartier général de la redoute) qui peut appeler le soutien d'artillerie de la batterie du mont Davis (en) et du fort de l'île Stonecutters, et quatre casemates (PB400-403) équipées de mitrailleuses Vickers et de Bren LMG. Des canaux et tranchées défensives de 1,5 mètre de profondeur, nommés d'après des rues de Londres telles que Charing Cross, sont creusés pour aider les soldats britanniques du régiment du Middlesex (en).

## La Bataille de Hong Kong

### 8 décembre: Premier contact
Le matin du 8 décembre 1941, les forces japonaises bombardent l'aéroport Kai Tak, arrachant le contrôle du ciel aux Britanniques et initiant la bataille de Hong Kong. À midi, l'avant-garde japonaise franchit la rivière Sham Chun pour entrer dans les Nouveaux Territoires. La garnison du nord se replie sur la ligne Gin Drinkers, détruisant des routes et des ponts sur son chemin pour rendre la tâche plus difficile aux assaillants. Au crépuscule, les Japonais capturent Tai Po (en).
Il n'y a que trois bataillons de l'armée britannique défendant la ligne Gin Drinkers : le 2e bataillon des Royal Scots à l'ouest, le 14e régiment Punjab au centre, et le régiment rajput à l'est. Le commandement britannique espère qu'ils pourront tenir pendant au moins trois semaines et infliger des pertes aux Japonais.

### 9 décembre: Attaque surprise japonaise

Bataille de la redoute de Shing Mun.

Le 9 décembre, les éclaireurs japonais du 228e régiment se dirigent vers le mont Tai Mo Shan et découvrent que les défenses britanniques sont faibles au 225 High Ground près de la redoute et du réservoir de Shing Mun. Le terrain surélevé domine toutes les positions de la partie ouest de la ligne. Par conséquent, les Japonais entament les préparations d'une attaque surprise.
À 21h00 ce soir-là, le lieutenant en charge et dix soldats d'élite commencent l'attaque surprise. Des soldats du génie réussissent à percer les barbelés et à détruire des bunkers. À 07h00, le 10 décembre, ils prennent les hauteurs et font 27 prisonniers, ouvrant une brèche dans la ligne. Ce succès surprend les commandants japonais qui pensaient qu'il fallait au moins un mois pour briser les défenses britanniques, et avaient ainsi détourné plus de forces de Chine continentale pour augmenter les effectifs. Ils pensaient également qu'une percée prématurée entraînerait le retard des forces arrières et des troupes d'artillerie, mais acceptent finalement de lancer un assaut général.

### 10 décembre: Assaut général
Les forces japonaises lancent un assaut en deux fronts sur la ligne Gin Drinkers. Le lendemain, ils capturent déjà Kam Shan et Tate's Cairn. Le major-général Christopher Maltby estime que la position est intenable et décide à midi de faire replier la garnison sur l'île de Hong Kong pour préserver ses forces, marquant l'échec de la ligne. Les défenseurs de l'ouest de la ligne commencent à battre en retraite vers l'île à 20h00. Le bataillon rajput reste comme arrière-garde, ne reculant que le matin du 13 décembre vers Devil's Peak et Lei Yue Mun (en) vers l'île de Hong Kong. C'est également la retraite finale des forces britanniques de la péninsule de Kowloon.

## Raisons de l'échec
La ligne Gin Drinkers était et est toujours considérée comme un échec complet. La ligne et la totalité de Kowloon ont été abandonnés par les troupes britanniques en seulement deux jours. Il y a trois raisons principales à cela :
1. Des effectifs insuffisants : bien que leur armement soit solide, il n'y avait pas assez de soldats britanniques pour maximiser le potentiel de la ligne. Par exemple, la redoute de Shing Mun aurait pu mettre en garnison plus de 120 hommes, mais elle en avait seulement 30.
2. Des troupes mal formées : la plupart des soldats de la garnison de Hong Kong étaient de nouvelles recrues manquant d'expérience sur le terrain et de formation adéquate.
3. Une sous-estimation des Japonais : les Britanniques supposèrent que les Japonais ne menaient pas de batailles nocturnes et relâchèrent leur garde. Ils étaient également trop confiants dans les capacités de la ligne et pensaient que les Japonais pouvaient être facilement repoussés.

## Aujourd'hui

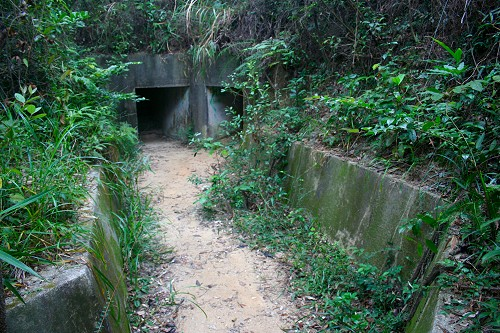
Vestiges de la redoute de Shing Mun en 2018.

La plupart des restes de la ligne sont introuvables. Il reste encore quelques structures défensives à la redoute de Shing Mun et des bunkers à Lion Rock, Tate's Cairn et Port Shelter.